# Friedrich Sadebeck

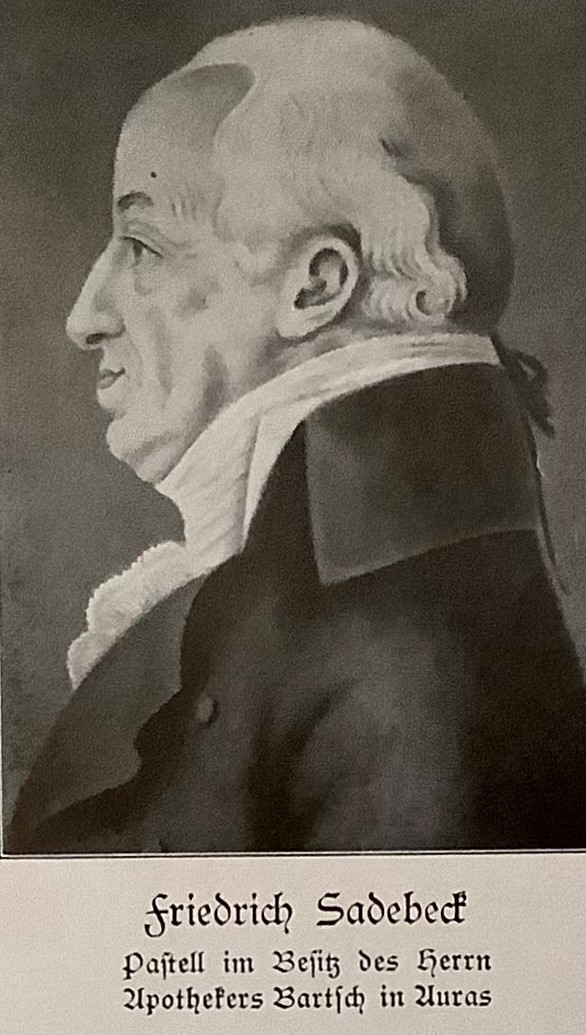

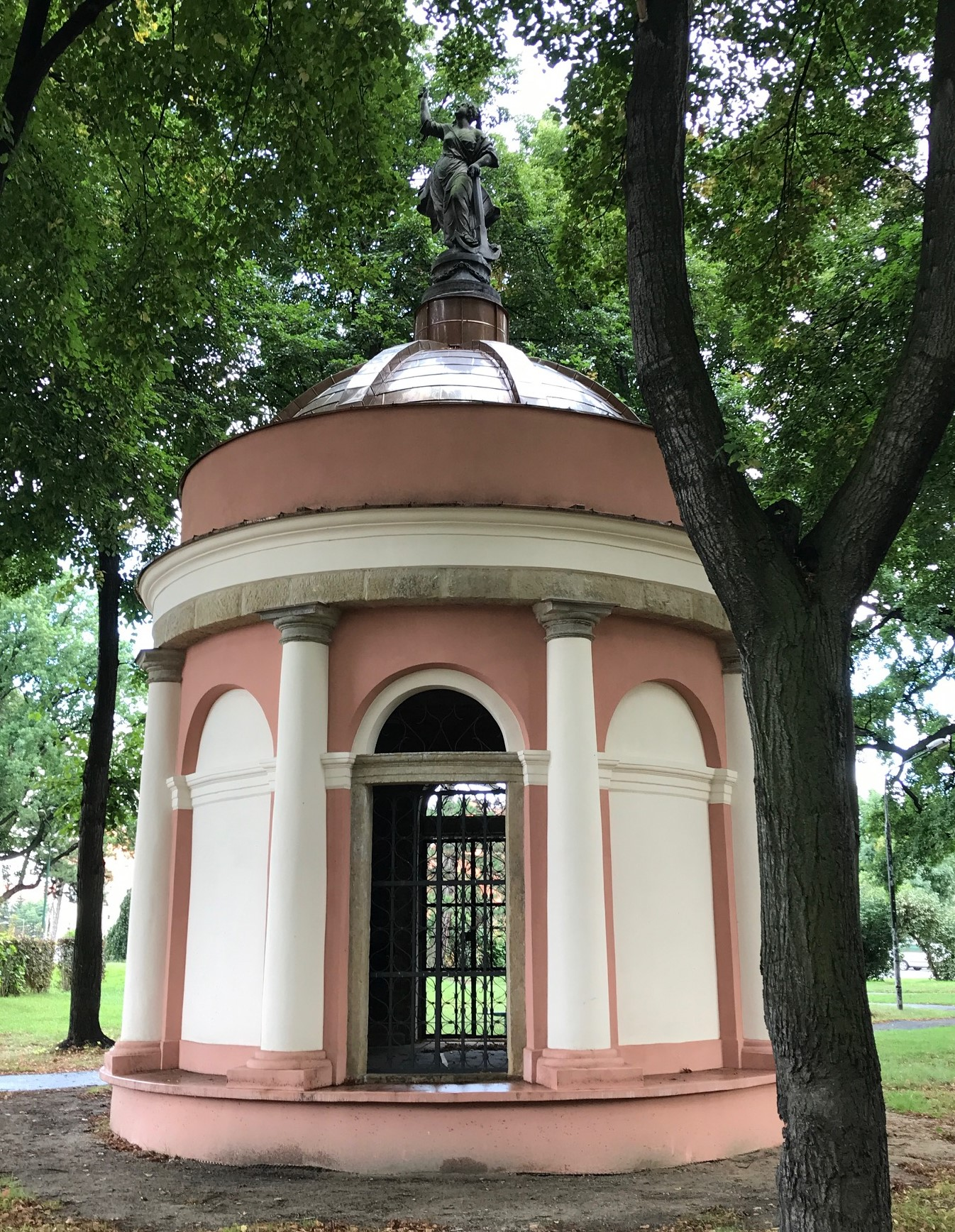
Familiengrab Sadebeck (2021) am ehemaligen evangelischen Friedhof in Dzierżoniów (Reichenbach)

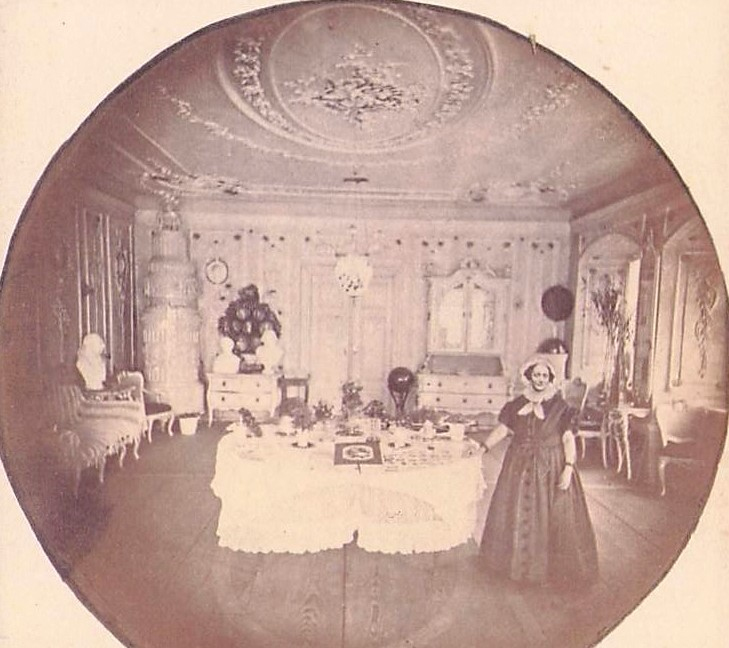
Saal des Sadebeckhauses. Hier wurde die Reichenbacher Konvention verhandelt.

Friedrich Sadebeck (* 24. Oktober 1741 in Reichenbach, Erbfürstentum Schweidnitz; † 1. Dezember 1819 ebenda) war ein deutscher Weißgerber, Textilkaufmann und -fabrikant.

## Leben
Friedrich Sadebeck war ein Sohn des Heinrich Sadebeck aus Priegnitz (1696–1751). Die Familie lebte nach dem Tod des Vaters in „äußerster Dürftigkeit“.  Deshalb musste Sadebeck bei seinem Bruder, der den väterlichen Betrieb übernommen und hoch verschuldet hatte, den Beruf eines Weißgerbers, den er mit dem Meistertitel abschloss, erlernen. Anschließend widmete er sich dem Garnhandel, mit dem er schon während der Lehre befasst war. Da Reichenbach und die umliegenden Dörfer, u. a. Bielau, Peterswaldau, Ernsdorf und die Peilaudörfer, fast ausschließlich von der Tuchmacherei lebten, fand er ein reiches Betätigungsfeld in der Textilherstellung. Durch den Wechsel von den traditionellen Rohstoffen Flachs, Hanf und Schafwolle zur Baumwolle, war Sadebeck nicht an die strengen Zunftauflagen gebunden und konnte eigene Produktions- und Vertriebsideen verwirklichen. In seinen Produktionsstätten wurde die Rohbaumwolle bis zum fertigen Tuch verarbeitet und vertrieben. Als wegen der gesteigerten Nachfrage nach baumwollenen Stoffen die einheimischen Rohstoffe knapp wurden, bezog er ab 1770 über Wien hochwertige Baumwolle aus Mazedonien und minderwertigere über Triest aus Smyrna, dem heutigen Izmir. Bei dem Handel in Griechenland half ihm sein griechischer Geschäftspartner Liotto Poliso. Die Baumwolle ließ er in den umliegenden Weberdörfern verspinnen und auf etwa 850 Webstühlen verweben. 1794 plante er die Umstellung seiner Betriebe auf Maschinenspinnerei, was ihm jedoch nicht gelang, da er hierfür keine Unterstützung bei der preußischen Regierung fand. Als die einheimischen Spinnereien den Garnbedarf nicht mehr decken konnten, führte er ab 1801 zusätzlich Maschinengarne aus England ein. Da diese jedoch von besserer Qualität als die handgesponnenen einheimischen waren, kam es zu einem Niedergang der Baumwollspinnereien in den umliegenden Weberdörfern.
In den Jahren 1800–1803 verarbeitete Sadebeck 360.000 Pfund Baumwolle jährlich, wobei er etwa 10.000 Arbeiter beschäftigte. Der Jahresumsatz seiner Betriebe wurde auf eine Million Reichstaler, sein Vermögen auf 300.000 Reichstaler geschätzt. Bereits in den 1780er Jahren besaß er am Reichenbacher Ring ein großes Haus, in dem 1790 die Reichenbacher Konvention verhandelt wurde.
Als wegen der Napoleonischen Kriege eine Kontinentalsperre verfügt und eine Ausfuhr der Kattune nach England nicht mehr möglich war, sank die Anzahl der für Sadebeck tätigen Webstühle von 900 im Jahr 1805 auf 400 im Jahr 1806.
1805 stiftete er der evangelischen Gemeinde von Reichenbach einen nach ihm benannten Friedhof, der nach seinen künstlerischen Vorstellungen gestaltet wurde. Der erste hier bestattete Tote war Sadebecks jüngster Sohn Friedrich Reinhold (1775–1805). Friedrich Sadebeck wurde 1819 in der heute noch bestehenden Familiengruft beigesetzt. Schon zu Lebzeiten hatte er sein Unternehmen seinem ältesten Sohn August (1770–1846) übergeben, der es jedoch nicht halten konnte.